# 先天性家族性瞼口狹小症
先天性家族性瞼口狹小症是會造成眼皮畸形，此亦是此病名字的來源。約有半數患者並無家族患病史，而此症主要是第三對染色體長臂上的FOXL2基因突變所導致。
1983年，此症又按是否不孕分為有早發性卵巢衰竭的第一型及沒有問題的第二型。
其發生率為因整體發生率極低而未有全球發生率的統計，但顯示此機率不會因種族、性別而有所不同。
遺傳方面，其遺傳方式為體染色體顯性遺傳，但50%患者為偶發案例。